# Jean Rogissart
Pour les articles homonymes, voir Rogissart.
Œuvres principales
- Mervale

Jean Rogissart est un écrivain français né à Braux (maintenant intégré à Bogny-sur-Meuse, Ardennes) le 28 octobre 1894 et mort le 11 septembre 1961 à Nouzonville. Il obtient le Prix Renaudot en 1937 pour Mervale ; le prix du roman populiste en 1941 pour Le Fer et la Forêt, et le prix Eugène-le-Roy en 1958 pour Passantes d'octobre. Il est aussi auteur d’une saga familiale, Les Mamert.

## Biographie
Né à Braux en 1894, Jean Rogissart entre en 1906 au cours complémentaire de Nouzonville jusqu'en 1911, puis entre à l'École normale d'Auteuil. En 1914, il est nommé instituteur à Clichy, mais revenu dans les Ardennes durant les vacances de l'été 1914, il se retrouve dans les régions envahies. Il devient alors instituteur à Signy-l'Abbaye puis dans diverses localités du département des Ardennes.
Jean Rogissart commence sa carrière d'écrivain comme poète en 1921 avec la publication, à l'occasion des Jeux floraux du Languedoc, de ses premiers vers. Il cofonde et intègre la Société des Écrivains Ardennais en 1927 dont il est nommé trésorier.
Il publie en 1932 son premier roman, Coline, le meunier du Fays. En 1937, il obtient le Prix Renaudot pour son nouveau roman, Mervale, préfacé par Charles Braibant,,. C'est un coup de tonnerre dans le monde de l'édition, cette récompense littéraire déjà notoire attribuée à un écrivain peu connu du monde littéraire parisien. Pour autant, il ne gagne pas la capitale française et reste installé dans les Ardennes. Il est catalogué écrivain régionaliste. « Rogissart a connu un moment la consécration avec un prix Renaudot qui faisait honneur au jury. Et puis, la vague est retombée. Il était accusé du crime dont un Giono a réussi difficilement à se laver, dont un Bosco ne peut encore se croire tout à fait disculpé, pas plus qu'André Dhôtel, pour lequel un Ludovic Massé a été puni d'exil et de silence. », écrit Armand Lanoux.  Puis il publie une sucession de volumes, sept constituant la collection des Mamert, une saga familiale ardennaise fictive qui reçoit en 1941 pour son premier volume le prix Eugène-Dabit.
En 1940, les Ardennes sont de nouveau envahies. Pendant l'exode de 1940, il gagne les Deux-Sèvres, département d'accueil choisi avant même le début du conflit pour les Ardennais. En 1942, il est réfugié à Parthenay, où il exerce à nouveau son métier d'instituteur. Puis il revient en Ardennes. Durant cette Seconde Guerre mondiale, il est arrêté par la Gestapo sur dénonciation pour ses engagements politiques, notamment lors du Front populaire, et est détenu du 29 juillet au 12 août 1944 à la prison de la place Carnot à Charleville. 
Il reprend après cette deuxième guerre mondiale, sa chronique des Ardennes, à travers l'histoire d'une famille fictive, Les Mamert. En 1946 parait ainsi le volume intitulée Moissons, qui suit le parcours de Pierre Mamert de 1894 jusqu'à la Première Guerre mondiale, 1914. Puis le fil des décennies reprend dans de nouveaux volumes Avec les deux guerres mondiales successives, Jean Rogissart a connu à deux reprises son département d'origine, les Ardennes, occupé par les forces allemandes. Il décrit cette occupation pendant la Première Guerre mondiale dans le volume des Mamert publié en 1956, Les Retranchés, où il évoque également la poésie des paysages de sa région natale en hiver et au printemps. Il revient, après sa libération des geoles allemandes, dans la vallée de la Meuse, une région traversée par ce fleuve se frayant sa route dans le massif ardennais. Il meurt en 1961 dans une cité métallurgique, Nouzonville, à quelques kilomètres de sa commune natale. Il est enterré à Nouzonville.

## Œuvres
Poèmes

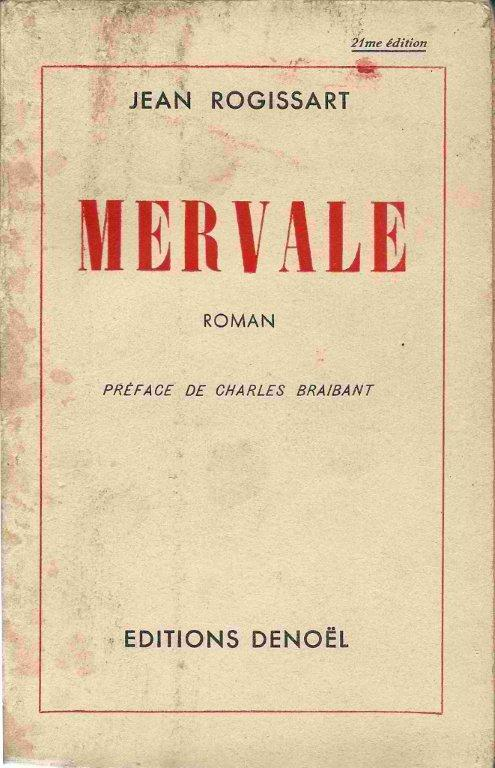
Couverture de son premier roman, Mervale, en 1937.

- Intimité, édition « Librairie d'Ardenne » à Charleville, 1925
- Au chant de la Grive et du Coq, illustré par Georges Delaw, édition « La Grive », 1930
- Aux Verts Fuseaux de la Semoy et de la Meuse, préfacé par Thomas Braun, illustré par Émile Faynot, prix régionaliste de la Société des Poètes français, édition « La Grive », 1934
- Aux bruits des Chaînes et des Fers, éditions « La grive », 1947

Romans
- Mervale, préfacé par Charles Braibant, éditions « Denoël », 1937
- Les Mamert
  - 1) Le Fer et la Forêt - Jean Mamert 1830-1870, éditions « Denoël », 1940
  - 2) Le Temps des Cerises, Les Mamert 1870-1887, éditions « Denoël »,
  - 3) Les Semailles - Les Mamert 1889-1895, éditions « Denoël »,
  - 4) Moissons - Les Mamert 1894-1914, éditions « Denoël », 1946
  - 5) Les Retranchés, éditions « L'Amitié par le Livre », 1955
  - 6) L'orage de la Saint-Jean 1939-1943, éditions « Fayard », 1959
  - 7) Cellule XIII, éditions « L'Amitié par le Livre », 1961
- Roc-La-Tour, avec Charles Adnet, éditions « L'Amitié par le Livre », 1943
- Les Hauts de Rièzes, éditions « L'Amitié par le Livre »,
- La Cense aux Rougnes, éditions « L'Amitié par le Livre », 1948
- Lune d'Avril, éditions « L'Amitié par le Livre »,
- Hurtebise aux Griottes, éditions « L'Amitié par le Livre »,
- Coline, le Meunier du Fays, illustré par Émile Faynot, édition « Les Cahiers Ardennais », 1936
- Ardennes : 48 héliogravures, édition « ATMO » à Mézières
- De Paris à Samarcande, édition « France-U.R.S.S. »
- Passantes d'octobre, éditions « L'Amitié par le Livre », 1958
- Le Clos de noires présences, éditions « Fayard », 1961, 238 p.

## Prix et hommages
Jean Rogissart est fait chevalier de la Légion d'honneur en 1956. Son nom est donné au collège de Nouzonville et à un pont routier qui franchit la Meuse à  Bogny-sur-Meuse. Il donne également son nom à des rues dans de nombreuses villes du département des Ardennes.

## Archives
Les Archives départementales des Ardennes conservent le fonds Jean Rogissart, coté en 19J. Le fonds est représentatif de l'ensemble des activités de Jean Rogissart et particulièrement de son œuvre littéraire. Il contient des poèmes, des contes mais surtout les différentes versions manuscrites de ses romans (collections des "Rustiques" et des "Mamert") accompagnés de carnets de notes personnelles (notamment sur le patois ardennais) ou de références documentaires utilisées pour la rédaction de ces romans. Enfin le fonds se complète d'un ensemble important d'ouvrages manuscrits reçus lorsque Jean Rogissart tenait la chronique littéraire de la revue "La Grive", et de lettres. Il est librement consultable en salle de lecture des Archives départementales.